# Colorado Storm
I Colorado Storm furono una franchigia di pallacanestro della ABA 2000, con sede inizialmente a Lakewood e in seguito a Denver, in Colorado.
Creati nell'autunno del 2004 disputarono poche partite della stagione 2004-2005 non riuscendo a qualificarsi per i play-off.
Si sciolsero al termine della stessa stagione.

## Stagioni
| Stagione | Lega     | Denominazione  | V | P  | %    | Piazzamento | Play-off |
| -------- | -------- | -------------- | - | -- | ---- | ----------- | -------- |
| 2004-05  | ABA 2000 | Colorado Storm | 3 | 13 | 18,8 | 8º          | -        |